# Trams van Škoda

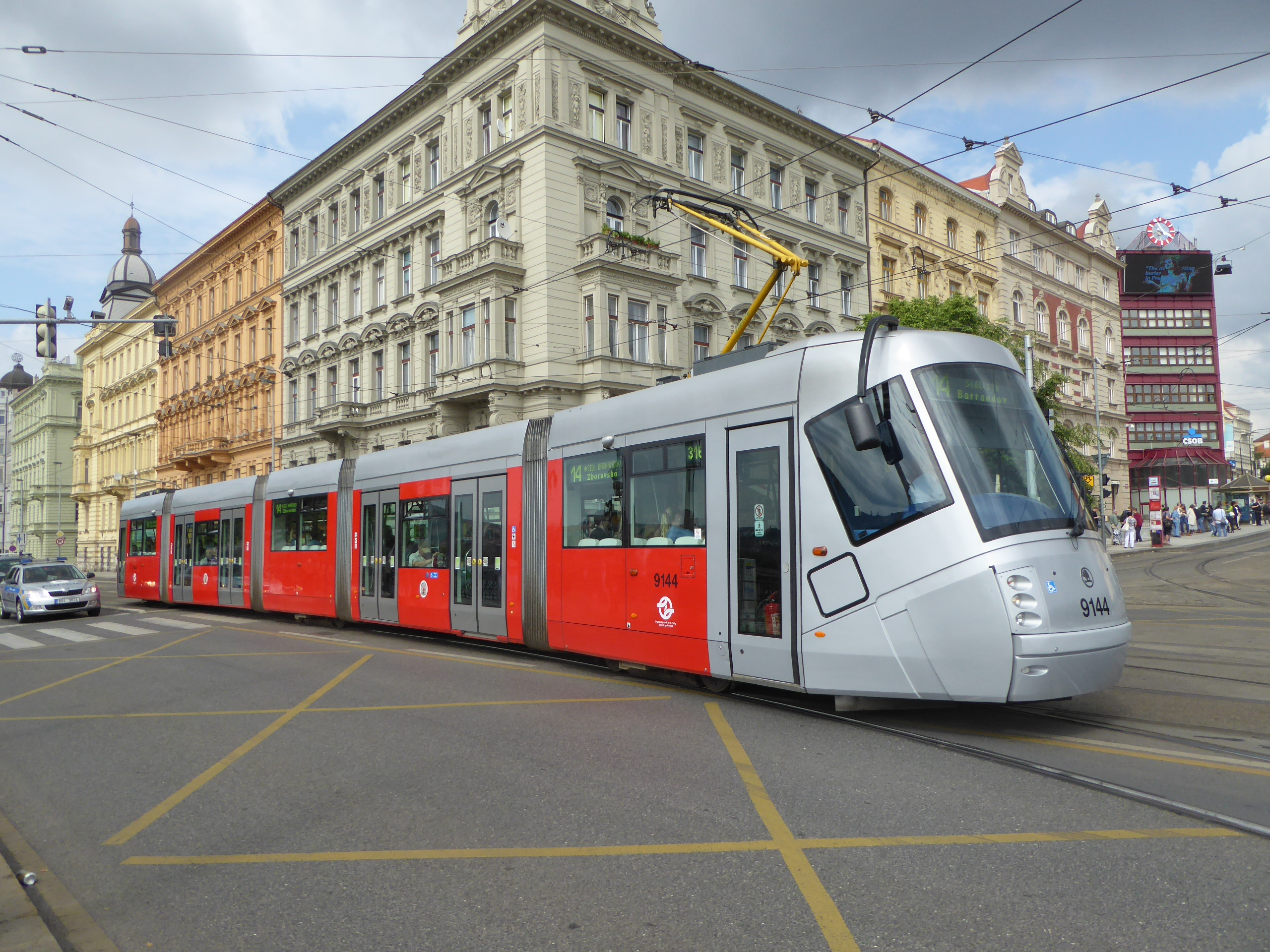
Škoda Elektra 14T in Praag.

Trams worden bij Škoda sinds 1996 ontwikkeld en gebouwd. Hier is het bedrijfsonderdeel Škoda Transportation verantwoordelijk voor. De ontwikkeling werd samen gestart met de Inekon Group, maar de samenwerking duurde slechts tot 2001. Ongeacht de marketingnaam van een type tram, krijgt elke versie een fabriekscode mee van twee cijfers aangevuld met de letter T. De eerste was de 03T uit 1998 en oplopend (met enkele hiaten) tot 45T in 2022.

## Overzicht

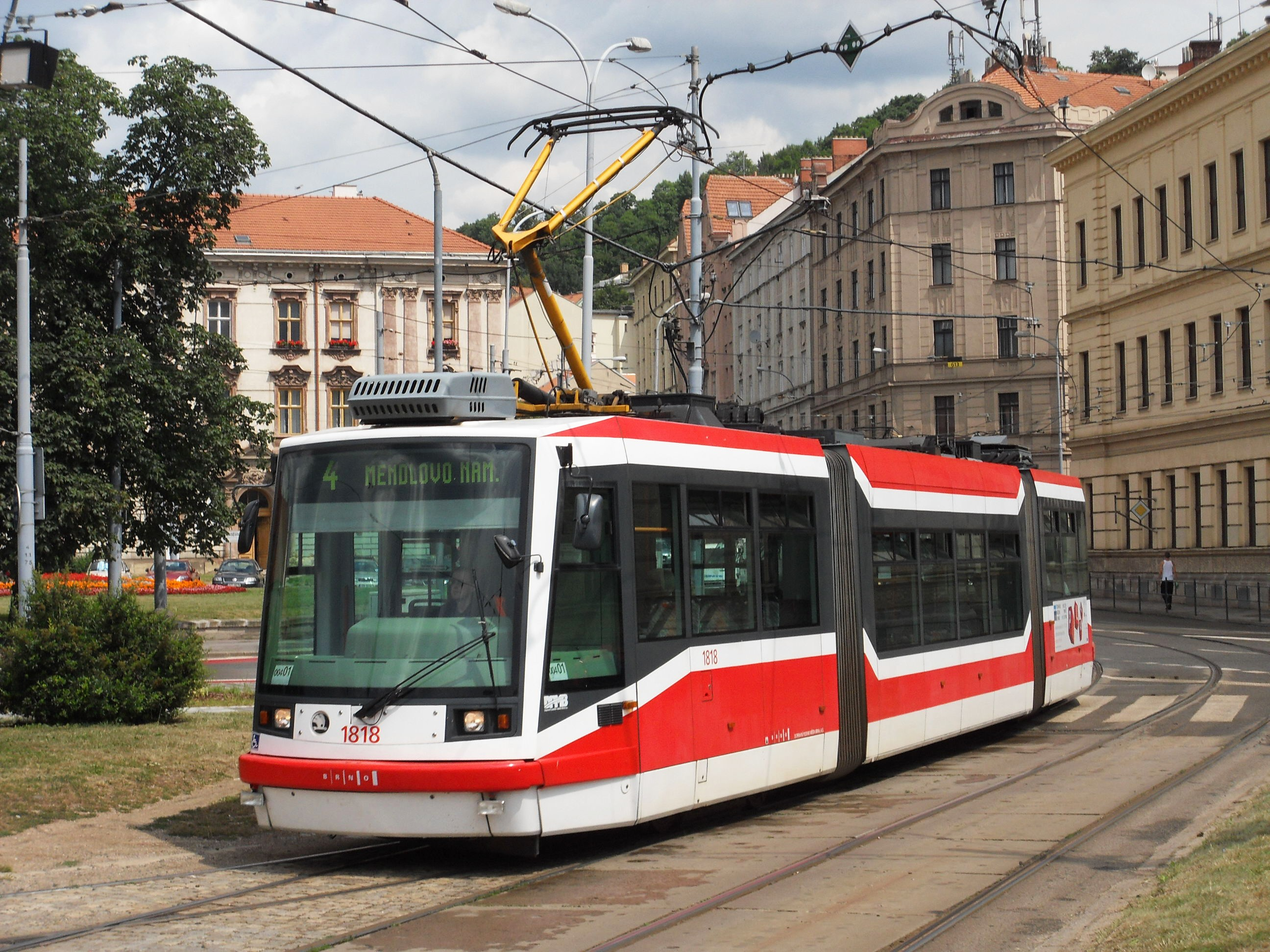
Škoda Astra 03T in Brno.

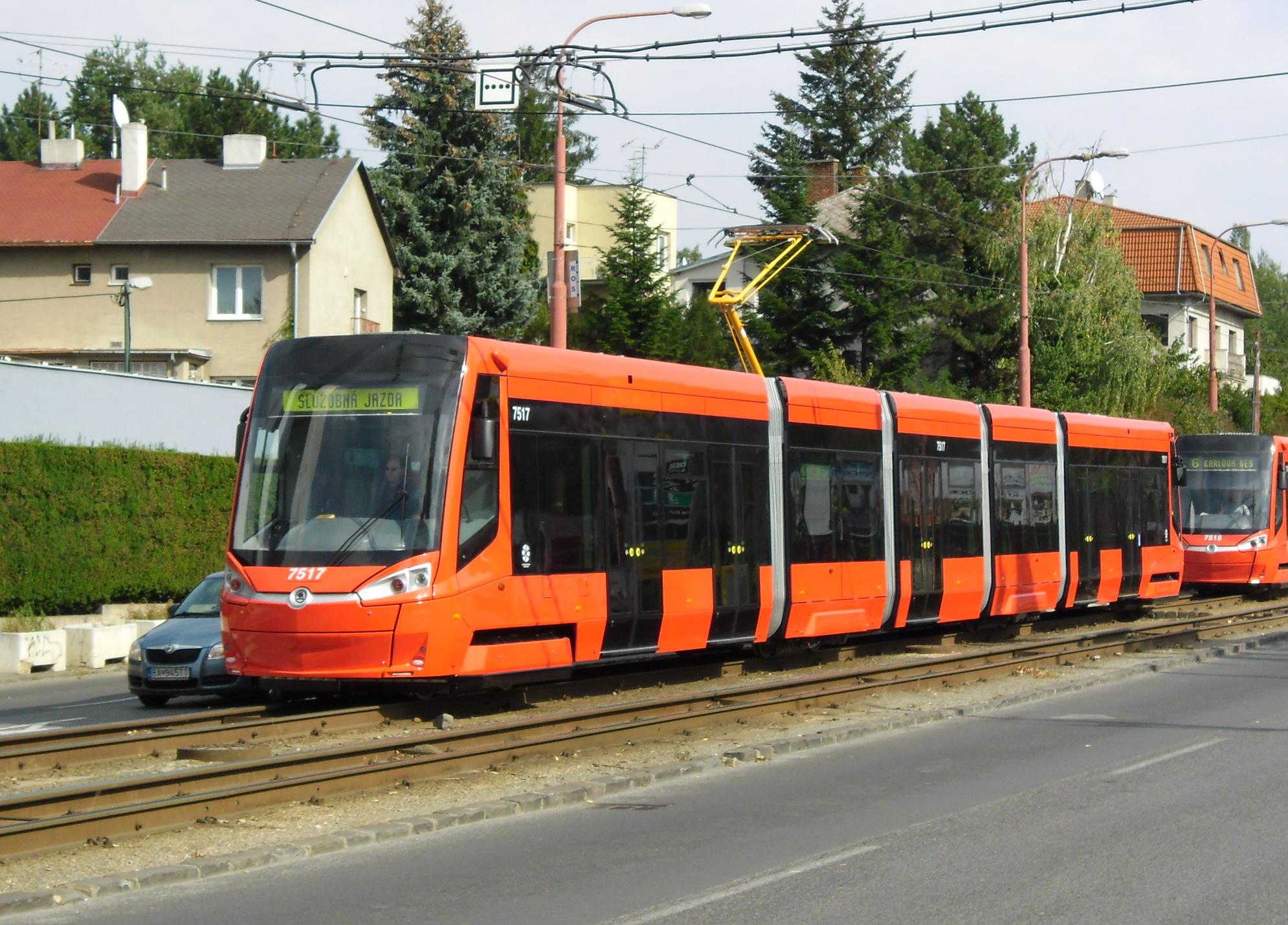
Škoda Plus in Bratislava.

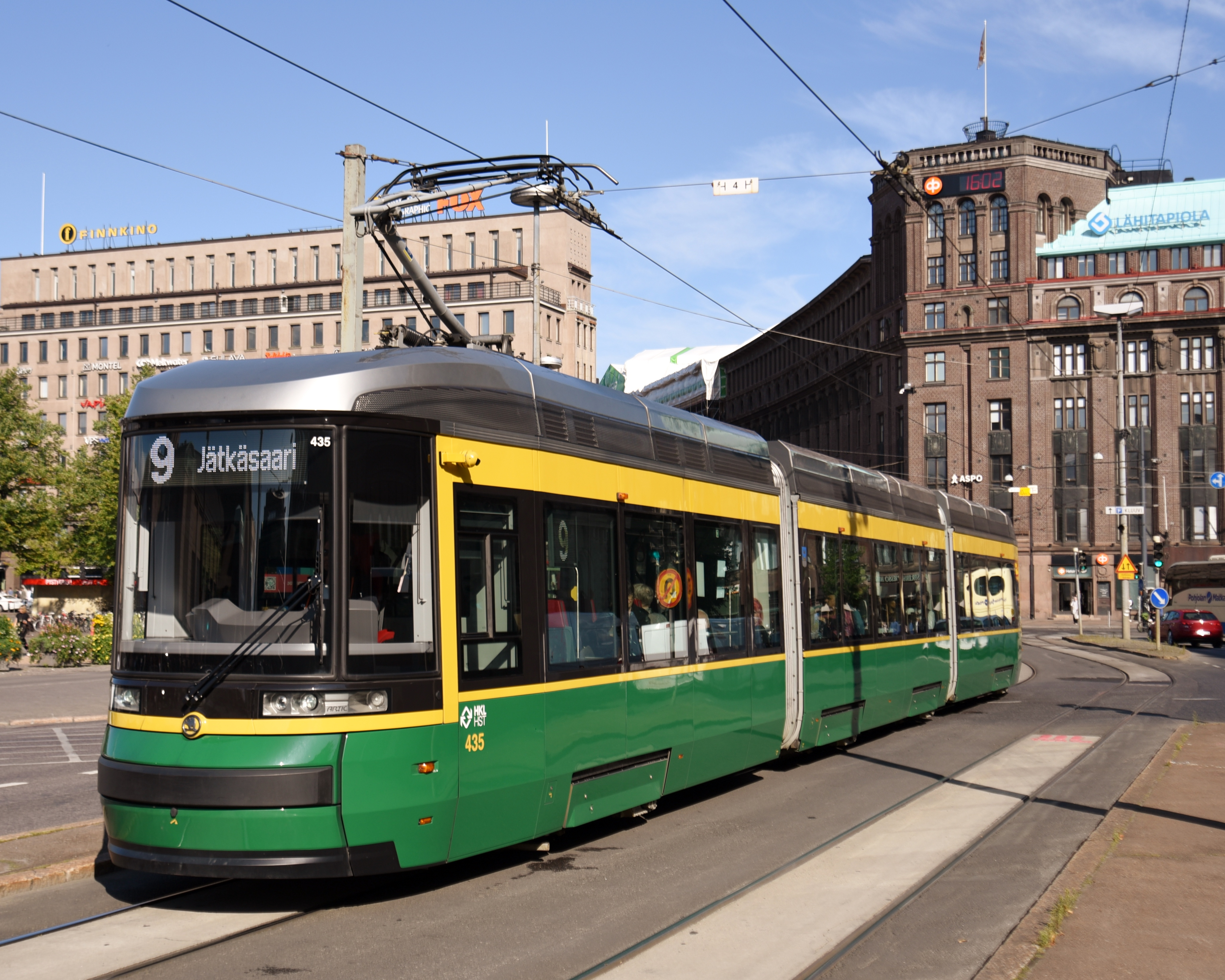
Škoda Smart in Helsinki.

### Astra/Anitra, Vektra, Elektra
De eerste generatie trams waren opgebouwd volgens het principe van de zwevende wagenbak. De eerste versie was driedelig en heette Astra (kort voor Asynchronous tram) en werd ook in de markt gezet als Anitra. Die naam staat voor Asynchronni nizkopodlazni tramvaj; asynchrone lagevloertram. De Vektra is de vijfdelige versie van de originele Astra, maar slechts als prototype gebouwd. Onder de naam Elektra zijn verbeterde versies van de drie- en vijfdelige varianten op de markt gebracht. Van deze vijfdelige variant is een door Porsche gefacelifte versie aan Praag, Brno en het Poolse Wrocław geleverd.

### ForCity Classic
Dit type tram heeft net als de eerste generatie zwevende wagenbakken. Hierbij is het Porsche design verlaten en is de vloer over de hele lengte doorlopend laag, dus zonder traptreden. Dit type tram is naar enkele landen, waaronder Duitsland (Chemnitz) en Turkije, geëxporteerd.

### ForCity Alfa
De ForCity Alfa is geleverd met drie of vier wagenbakken, maar de fabriekscode is desondanks altijd 15T. De driedelige versie is ruim 31 m lang, die met vier bakken ruim 41m lang. Innovatief is de combinatie van een geheel lage vloer bij een tram met jacobsdraaistellen. In Europa is de tram alleen aan Praag en Riga geleverd, maar dit type tram is ook in licentie in China gebouwd.

### ForCity Plus
De ForCity Plus combineert de principes van de Classic (de zwevende bakken) met die van de Alfa (de draaistellen). De Plus is alleen geleverd aan Bratislava in één- en tweerichtingsversies als 29T en 30T, ze zijn altijd 32,5 m lang. Van beide types samen worden tot aan 2024 100 stuks vervaardigd.

### ForCity Smart
De ForCity Smart wordt in de Finse fabriek van Škoda gebouwd. Origineel werd dit type op de markt gebracht als de Artic, maar werd later bij de ForCity familie ondergebracht. De constructie gaat uit van het principe van opgelegde bakken. Onder andere de Metropoolregio Rijn-Neckar, Bonn, Pilsen en Brno hebben trams van dit type besteld.